# My Sleeping Karma
My Sleeping Karma ist eine deutsche Psychedelic-Rock-Band aus Aschaffenburg. Die Band steht bei Napalm Records unter Vertrag und hat bislang sieben Studioalben veröffentlicht.

## Geschichte
Bis ins Jahr 2006 spielten der Bassist Matte und der Schlagzeuger Steffen in der Stoner-Rock-Band The Great Escape. Nachdem deren Sänger die Band verließ, machten die Musiker als Instrumentalband weiter, da sie einen seit langer Zeit angekündigten Festivalauftritt wahrnehmen wollten. Komplettiert wurde die Band durch den Gitarristen Seppi und den Soundboarder Norman. Aufgrund der positiven Publikumsreaktionen machte die Band weiter und wurde kurze Zeit später von Elektrohasch Records unter Vertrag genommen. Im Jahre 2006 wurde das selbstbetitelte Debütalbum veröffentlicht.
Zwei Jahre später erschien das zweite Album Satya. Seit diesem Album benennt die Band die Lieder nach hinduistischen Göttern. Keiner der beteiligten Musiker ist allerdings in dieser Religion verwurzelt. Das dritte Studioalbum Tri erschien im Jahre 2010. Im Juni des Jahres strahlte der Westdeutsche Rundfunk in seiner Sendung Rockpalast ein Konzert von My Sleeping Karma in Köln aus. Die Band spielte damals im Vorprogramm von Brant Bjork. Außerdem trat die Band beim französischen Festival Hellfest auf.
Im Herbst 2011 ging die Band auf ihre erste Europatour und wurde schließlich von der österreichischen Plattenfirma Napalm Records unter Vertrag genommen. Über dieses Label wurde im September 2012 das vierte Studioalbum Soma veröffentlicht. Der Titel bezieht sich auf den Rauschtrunk der hinduistischen Götter. Im November 2012 spielte die Band eine Europatournee im Vorprogramm von Monster Magnet. Ein Jahr später tourte die Band durch Russland und trat auf Festivals wie dem Summer Breeze, dem Hellfest, dem Desertfest in Berlin sowie dem German Kultrock Festival in der Balver Höhle auf. Anschließend begannen die Musiker mit der Arbeit an neuer Musik.
Von Dezember 2014 bis Januar 2015 nahm die Band ihr fünftes Studioalbum Moksha auf, das am 29. Mai 2015 erschien. Der Begriff Moksha steht in verschiedenen indischen Religionen für Erlösung, Befreiung oder Erleuchtung. Mit dem Album erreichte die Band erstmals den Sprung in die deutschen Albumcharts und erreichte Platz 69. Am 24. Februar 2017 veröffentlichte die Band mit Mela Ananda ihr erstes Konzertalbum.
Schlagzeuger Steffen Weigand verstarb am 13. Juni 2023 an den Folgen einer seltenen Krebserkrankung.

## Stil
My Sleeping Karma spielen instrumentale Rockmusik. Ihre Musik wird in der Regel als Psychedelic Rock bezeichnet. Die Band selber beschreibt ihren Stil als „Psychedelic Groove Rock“. Als Haupteinflüsse nennt die Band allerdings Metalbands wie Iron Maiden und Slayer oder auch modernere Bands wie Tool. Bassist Matte bezeichnete das Iron-Maiden-Album Seventh Son of a Seventh Son als die kollektive Lieblingsreferenzplatte der Musiker.
Im Gegensatz zu vielen anderen Veröffentlichungen sind die Alben von My Sleeping Karma relativ leise abgemischt. Die Band will sich damit vom Loudness War der Musikindustrie abgrenzen. Die Musik von My Sleeping Karma soll laut dem Bassisten Matte einen Gegenentwurf zur heutigen schnelllebigen und überladenen Gesellschaft darstellen. Die Musik der Band ist wenig aufwändig komponiert. In einem Interview mit dem deutschen Magazin Metal Hammer erklärte der Bassist Matte, dass die Stücke keine ständigen Tempo- oder Motivwechsel haben und zumeist aus zwei oder drei Themen bestehen. Diese werden seiner Aussage nach mit Emotion und Dynamik gespielt.

## Diskografie

### Alben
- 2006: My Sleeping Karma (CD/LP; Elektrohasch Schallplatten; LP als Remaster 2011 wiederveröffentlicht)
- 2008: Satya (CD/LP; Elektrohasch Schallplatten; LP 2011 wiederveröffentlicht)
- 2010: Tri (CD/LP; Elektrohasch Schallplatten)
- 2012: Soma (CD/Doppel-LP; Spinning Goblin Records / Napalm Records)
- 2015: Moksha (CD/Doppel-LP; Napalm Records)
- 2017: Mela Ananda (Doppel-LP/Doppel-12"; Napalm Records; Konzertalbum)
- 2022: Atma (CD/LP; Napalm Records)